# Bộ Lao động Hoa Kỳ
Bộ Lao động Hoa Kỳ (United States Department of Labor) là một bộ cấp nội các của Chính phủ Liên bang Hoa Kỳ đặc trách về an toàn lao động, chuẩn mực giờ và lương bổng, các phúc lợi bảo đảm thất nghiệp, các dịch vụ tìm việc và các số liệu thống kê kinh tế. Nhiều tiểu bang Hoa Kỳ cũng có bộ như thế. Bộ Lao động được Bộ trưởng Lao động lãnh đạo. Bộ trưởng hiện tại là Hilda Solis.
Bộ có trụ sở trong Tòa nhà Frances Perkins. Tòa nhà này do Tổng thống Jimmy Carter đổi tên vào năm 1980 để vinh danh Frances Perkins, Bộ trưởng Lao động từ năm 1933–1945 và là phụ nữ đầu tiên giữ chức vụ bộ trưởng cấp nội các trong Lịch sử Hoa Kỳ.

## Lịch sử
Quốc hội Hoa Kỳ trước kia thành lập một Văn phòng Lao động vào năm 1888 dưới quyền của Bộ Nội vụ Hoa Kỳ. Sau đó, Văn phòng Lao động trở thành một bộ độc lập có tên Bộ Lao động nhưng thiếu thực quyền hành chính. Một lần nữa nó lại trở thành một văn phòng trong Bộ Thương mại và Lao động Hoa Kỳ được thành lập ngày 15 tháng 2 năm 1903. Tổng thống William Howard Taft ký đạo luật thành lập Bộ Lao động với cấp bậc nội các vào ngày 4 tháng 3 năm 1913.
Tổng thống Lyndon Johnson yêu cầu Quốc hội xem xét ý tưởng hợp nhất Bộ Thương mại và Bộ Lao động vì ông cho rằng hai bộ có cùng mục tiêu tương tự và rằng hai bộ này sẽ có các kênh liên lạc hữu hiệu hơn nếu được hợp lại thành một bộ. Tuy nhiên Quốc hội Hoa Kỳ chưa bao giờ có hành động gì về việc này.
Trong thập niên 1970, sau Phong trào Nhân quyền, Bộ Lao động dưới thời Bộ trưởng George P. Shultz là công cụ khuyến khích đa dạng chủng tộc trong các liên đoàn lao động.

## Các đơn vị hoạt động
- Ban Duyệt xét Hành chính (Administrative Review Board)
- Ban Duyệt xét Phúc lợi (Benefits Review Board)
- Văn phòng Lao động Quốc tế vụ ([[Bureau of International Labor Affairs)
- Văn phòng Thống kê Lao động (Bureau of Labor Statistics)
- Trung tâm Sáng kiến Cộng đồng và Cá nhân (Center for Faith-Based and Community Initiatives)
- Ban Cứu xét Bồi thường Công nhân (Employees' Compensation Appeals Board)
- Cơ quan Quản lý Chuẩn mực Việc làm (Employment Standards Administration)
  - Văn phòng đặc trách các chương trình theo quy định hợp đồng liên bang (Office of Federal Contract Compliance Programs)
  - Văn phòng đặc trách Chuẩn mực Quản lý Lao động (Office of Labor-Management Standards)
  - Văn phòng đặc trách các chương trình Bồi thường Công nhân (Office of Workers' Compensation Programs)
  - Phân bộ Giờ và Tiền lương (Wage and Hour Division)
- Cơ quan Quản lý Việc làm và Huấn nghệ (Employment and Training Administration)
- Cơ quan Quản lý Y tế và An toàn Khai mỏ (Mine Safety and Health Administration)
- Cơ quan Quản lý y tế và An toàn Lao động (Occupational Safety and Health Administration)
- Cơ quan Quản lý An ninh Phúc lợi Công nhân (Employee Benefits Security Administration)
- Sở Huấn nghệ và Tìm việc cho cựu chiến binh (Veterans' Employment and Training Service)
- Văn phòng đặc trách Phụ nữ (Women's Bureau)
- Văn phòng Tổng thanh tra (Office of Inspector General)